# Gulbrystet værling
Gulbrystet værling (Emberiza aureola) er en 15 centimeter stor spurvefugl, der yngler på fugtige enge med høj vegetation og spredte buske i et område fra Finland, Hviderusland og Ukraine i vest gennem Kasakhstan, Kina og Mongoliet til det østligste Rusland, Korea og nordlige Japan i øst. Det er en trækfugl, der overvintrer i Syd- og Sydøstasien. Den var tidligere meget almindelig, men bestanden menes at være gået drastisk tilbage siden 2000 sandsynligvis på grund af menneskelig efterstræbelse i vinterkvarteret.
Hannen af gulbrystet værling er nem at kende på varmt brun overside, sort ansigt og strube samt gul underside med et smalt, brunt brystbånd. Hunnen minder om en gulspurv.
Arten er en tilfældig og meget sjælden gæst i Danmark med mindre end 10 fund siden 1980'erne.